# Samoczynne hamowanie pociągu

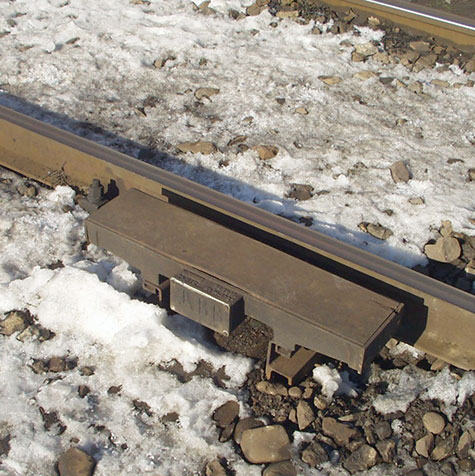
Rezonator torowy SHP

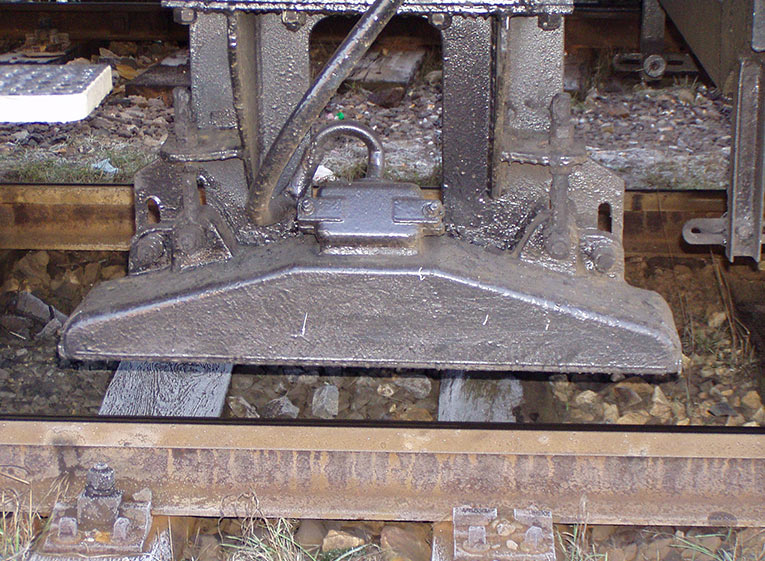
Czujnik taborowy SHP

Samoczynne hamowanie pociągu (SHP) – urządzenie wchodzące w skład automatyki bezpieczeństwa pociągu (ABP), której zadaniem jest zapewnienie bezpieczeństwa jazdy pociągu, a tym samym podniesienie bezpieczeństwa ruchu kolejowego. 
W PKP stosuje się urządzenia SHP jednopunktowe o sprzężeniu indukcyjnym, niezależne od wskazań semaforów.

## Budowa
W urządzeniach SHP wyróżnia się:
- część przytorową, do której należy rezonator torowy znany również jako „elektromagnes przytorowy”, zlokalizowany przy torze w odległości 200 m przed tarczą ostrzegawczą lub semaforem wjazdowym oraz przy semaforze wyjazdowym lub grupowym,
- część pojazdową, do której należą czujniki taborowe oraz urządzenia wykonawcze (np. generator SHP), zamontowane w kabinach maszynisty pojazdu trakcyjnego.

## Sposób działania
Przeniesienie informacji z toru do kabiny maszynisty następuje w wyniku sprzężenia obwodów rezonansowych czujnika na pojeździe oraz rezonatora torowego, które dostrojone są do tej samej częstotliwości (1000 Hz).
W wyniku sprzężenia powstaje impuls, odczytywany i zamieniany przez urządzenie SHP na sygnał świetlny (a po 2 sekundach na sygnał dźwiękowy), który maszynista musi skasować przyciskiem czujności. Jeżeli maszynista nie skasuje sygnału, po ok. 4 sekundach od zadziałania sygnału świetlnego, urządzenie SHP samoczynnie wdroży nagłe hamowanie. Maszynista będzie mógł kontynuować jazdę dopiero po całkowitym zatrzymaniu pociągu.